# Tyler Kyte
Jonathan Tyler Kyte, detto Ty (Lindsay, 24 luglio 1984), è un attore e cantante canadese.
Ha iniziato la sua carriera di attore con la pubblicità e spettacolo, nel Tommy Musical di Toronto. Suona chitarra pianoforte e batteria. Oltre al canto e alla recitazione si dedica ai bambini disabili, Paul il fratello ha la sindrome di down, Tyler stesso dice a questo proposito dice: "Sono cresciuto con tante persone che hanno disabilità. È molto importante per me rimanere in contatto con le mie radici. Non solo è gratificante, ma aiuta anche me mantenere una prospettiva diversa".

## Discografia
- Let's Talk EP (etichettati semplicemente come "Tyler Kyte") (Lefthook Entertainment, 2006)
- Sweet Thing EP (indie, 2006)
- Songs From Instant Star Three (Orange Record Label, 2006–2007)
- Blue Fox EP (Canterbury Music, 2007)
- Songs From Instant Star Four (Orange Record Label, 2008)
- Sweet Thing (EMI Canada, 2010)

## Televisione
- 1998 Popular Mechanics for Kids (1998-2000)
- 1999 Are You Afraid of the Dark? (Hai paura del buio?) (1999)
- 2004 Instant Star (2004-2008)
- 2006 By Charlie Walker (2006)